# Dajiao Hu
Dajiao Hu (chinesisch 大腳湖 ‚Bigfootsee‘) ist ein See auf der Fildes-Halbinsel von King George Island im Archipel der Südlichen Shetlandinseln. Er liegt nordwestlich der Felsformation Changcheng Yan in rund 600 m Entfernung zur Collinseiskappe.
Chinesische Wissenschaftler benannten den See 1986 deskriptiv. Er erinnerte sie in seiner Form an den Fußabdruck eines Bigfoot, der in China als mythologische Figur auch bekannt ist als Nanji Xianweng (chinesisch 南極仙翁 ‚Alter Unsterblicher des Südpols‘).